# ジャック・ドゥミ
ジャック・ドゥミ（Jacques Demy, 1931年6月5日 - 1990年10月27日）は、フランス出身の映画監督・脚本家。
妻は同じく映画監督のアニエス・ヴァルダ。ともにヌーヴェルヴァーグの左岸派とされる。息子は、俳優のマチュー・ドゥミ。

## 略歴

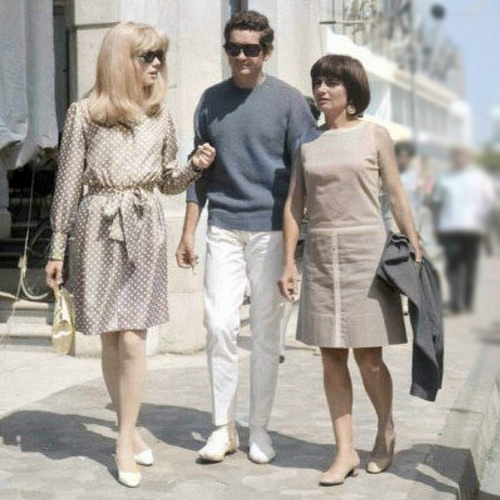
左からカトリーヌ・ドヌーヴ、ドゥミ、アニエス・ヴァルダ（1966年）

アニメーターのポール・グリモーや映画監督のジョルジュ・ルーキエと働いた後、1961年の『ローラ』で映画監督としてデビューして「ヌーヴェルヴァーグの真珠」にたとえられる、この作品で「恋の歓びと哀しみをまるでお伽話のような純粋さで謳いあげ」「この時代錯誤的なまでに単純な主題をつらぬくために」ミュージカルという「反時代的な形式を必要とした」。
1964年公開のカトリーヌ・ドヌーヴ主演のミュージカル『シェルブールの雨傘』でカンヌ国際映画祭パルム・ドールを受賞。ミシェル・ルグランと共に手掛けた音楽はそれまでのミュージカル映画に新たな波を引き起こした。
『ローラ』の音楽は当初、クインシー・ジョーンズが担当予定だったが、スケジュールの関係で辞退。ルグランが『アメリカの裏窓』の音楽を担当したフランソワ・レイシャンバックの勧めで、ドゥミがルグランに会った。ルグランは初め乗り気でなかったが、同席したアニエス・ヴァルダが説得、最終的にルグランが折れた。ルグランとのコンビは、『シェルブールの雨傘』後も、『ロシュフォールの恋人たち』『ロバと王女』『モン・パリ』『ベルサイユのばら』と続いたが、『都会の一部屋』の主題を気に入らなかったルグランがオファーを拒み、二人は疎遠になった。
ドゥミはバイセクシュアルであり、80年代は一時期妻のヴァルダと離れて暮らしていた。1988年頃からまた同居するようになった。
1990年にエイズにて死去。モンパルナス墓地に葬られている。
2004年には『ロバと王女』が妻と息子の手によってリバイバルされた。
2009年、『シェルブールの雨傘』製作45周年を記念し、日本で世界初となる“デジタルリマスター版”が『ロシュフォールの恋人たち』と共にリバイバル上映された。

## 主な監督作品
- ローラ　Lola（1961）

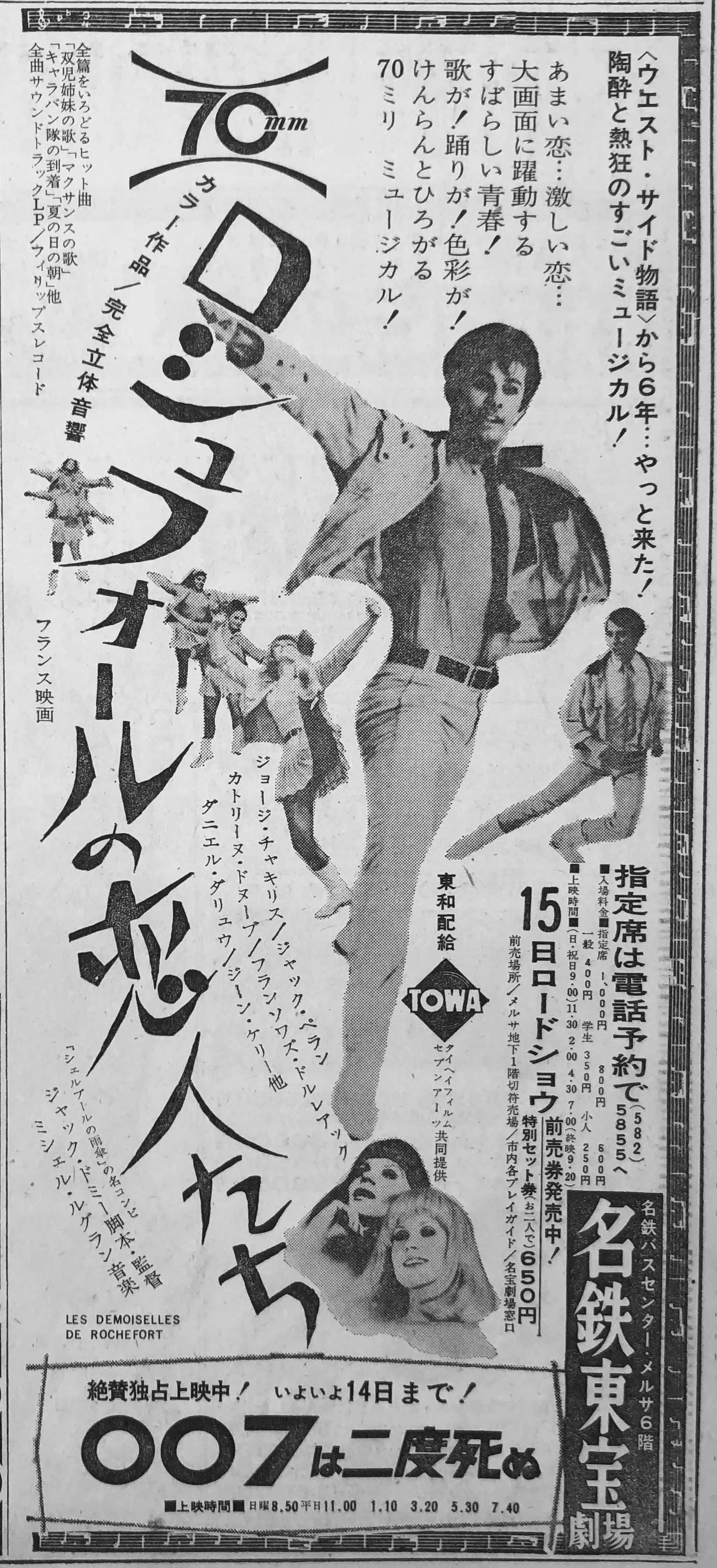
『ロシュフォールの恋人たち』（1967年）

- 新・七つの大罪 より 「淫乱の罪」　Les Sept Péchés capitaux , La Luxure（1962）
- 天使の入り江　La Baie des Anges （1963）
- シェルブールの雨傘 Les Parapluies de Cherbourg  (1964）第17回カンヌ国際映画祭パルム・ドール受賞
- ロシュフォールの恋人たち Les Demoiselles de Rochefort  (1967)
- モデル・ショップ　Model Shop (1968)
- ロバと王女 Peau d'âne (1970)
- ハメルンの笛吹き The Pied Piper (1971)
- モン・パリ L'Événement le plus important depuis que l'homme a marché sur la lune  (1973)
- ベルサイユのばら Lady Oscar (1978)
  - 池田理代子による同名の漫画作品を原作とする。
- 都会の一部屋　Une chambre en ville (1982)
- パーキング　Parking（1985）
- 想い出のマルセイユ Trois places pour le 26 (1988)

## 関連文献
- 「ジャック・ドゥミ、映画の夢」 - アンスティチュ・フランセ日本